# Niandra Lades and Usually Just a T-Shirt
Niandra LaDes and Usually Just a T-Shirt — дебютный сольный альбом Джона Фрушанте, выпущенный 22 ноября 1994 года на лейбле American Recordings. Фрушанте выпустил альбом после поддержки нескольких друзей, которые сказали ему, что не было «никакой хорошей музыки вокруг».
Niandra Lades and Usually Just a T-Shirt объединяет авангард и стиль «внутреннего монолога» с гитарой, фортепиано и различными эффектами и синтезаторами на рекордере с 4 записывающими дорожками. Первая половина альбома, Niandra Lades, была записана прежде, чем Фрушанте оставил Red Hot Chili Peppers в 1992 году; во время тура Blood Sugar Sex Magik. Вторая половина, Usually Just a T-Shirt, была записана в то время как группа была месяцами на гастролях, подготавливаясь к уходу Фрушанте. Niandra Lades and Usually Just a T-Shirt плохо продавался после выпуска в 1994, и был снят с продажи, и был переиздан в 1999 году.

## Предыстория
Фрушанте присоединился к Red Hot Chili Peppers в 1988 году, в возрасте 18 лет, и в следующем году выпустил свой первый альбом с группой, Mother’s Milk. Последующий альбом, Blood Sugar Sex Magik, был записан в пустом особняке, в котором группа решила жить на время записи. Фрушанте хорошо приспособился к окружающей среде, и часто в одиночестве проводил своё время рисуя, слушая музыку и записывая песни, которые в конце концов составили первую половину альбома Niandra Lades. Blood Sugar Sex Magik был выпущен 24 сентября 1991 года и сразу получил успех. Альбом достиг 3 места в чартах США и продался более чем 12 миллионами экземпляров во всём мире.
Вскоре после выпуска альбома, у Фрушанте развилась неприязнь к новооткрытой популярности группы. Он чувствовал, что группа слишком известна, и жалел, что они уже не играли в небольших ночных клубах, как было прежде, до того, как он присоединился к группе. Его собственная лепта в повышении популярности группы застала Фрушанте врасплох, и он не мог справиться с ним. Во время турне Blood Sugar Sex Magik Фрушанте подсел на героин и кокаин. Он и вокалист Энтони Кидис часто ругались до и после выступлений. Фрушанте начал преднамеренно саботировать шоу, играя неправильное вступление для песни или не попадая в ноты. Его отношения с группой становились все более напряженными, и он резко ушёл во время японской части их мирового турне в 1992 году.

## Написание песен и запись
После ухода из Red Hot Chili Peppers, Фрушанте продолжал сочинять и делать запись сольного материала. Он сочинял, начиная с девяти лет, но никогда не рассматривал возможность выпуска своего материала. Так продолжалось до тех пор пока несколько его друзей — включая Джонни Деппа, Перри Фаррелла, Гибби Хейнса и Фли — не вдохновили его выпустить материал, который он написал в свободное время, во время сессий Blood Sugar Sex Magik. Фрушанте начал работать над окончательными вариантами песен, которые он писал и производил их у себя дома, в середине 1992 года. Производственный процесс, однако, стал затруднительным из-за его все более и более серьезной склонности к героину. Песни на Usually Just a T-Shirt были записаны в порядке их появления, финальные треки созданы незадолго до ухода его из группы RHCP. Зависимость Фрушанте от героина и кокаина стала более сильной во время заключительных этапов записи в конце 1993 года; он начал рассматривать наркотики как единственный способ «удостовериться, что вы поддерживаете отношения с красотой вместо того, чтобы позволить уродству мира развращать вашу душу».
Во время интервью 1994 года явно находящийся под воздействием наркотиков Фрушанте отметил, что написал альбом, для того чтобы создать «интересную музыку», которая, по его ощущениям, больше не существовала. Он чувствовал, что современные артисты не писали материал, который он считал стоящим послушать, и господствующая часть населения соглашалась на посредственность. Наркотики были другой существенной темой, которую базировал Фрущанте в Niandra Lades and Usually Just a T-Shirt. Согласно Фрушанте, он «был под наркотой в каждой ноте, которую он играл на альбоме». Он увеличил употребление наркотиков, чтобы справиться с ухудшающейся депрессией, которая вызвала его уход из Red Hot Chili Peppers и последующую изоляцию. Несколько песен на альбоме посвящены неприязни к успеху перцев, например одиннадцатый трек альбома, «Blood on My Neck From Success».
Вся музыка написана Фрушанте, за исключением кавер-версии песни «Big Takeover» хардкор-панк-группы Bad Brains. Трек был преднамеренно замедлен; такой вариант возник, когда Джон спел панк-песни в различных музыкальных размерах: «Это было просто что-то, я прогуливался в размышлениях в моей голове. Иногда я иду, напевая себе панк-рок песни так, будто они были обыденностью вместо панк-рок песен, ну вы знаете, когда замедляете и делаете мелодию, а не просто вопите их. И затем ко мне пришла идея сделать запись баллады Led Zeppelin с мандолинами и другими вещами». Ривер Феникс, друг Фрушанте, записал гитару и бэк-вокал на двух песнях, которые собирались записать, но они были в конечном счете брошены из-за протестов его семьи. Они были позже включены под различными названиями в альбоме Smile From The Streets You Hold в 1997 году.
Niandra Lades and Usually Just a T-Shirt включает авангардистский стиль Фрушанте в составе песен с его «внутренним монологом». Он сделал запись, смикшировал, произвел и справился со всем один и выпустил его на лейбле Рика Рубина, American Recordings. Warner Bros., лейбл RHCP, первоначально имел права на альбом из-за пункта в контракте — уход артиста Фрушанте. Он жил как отшельник, однако, с удовольствием передал права Рубину, который выпустил альбом на своём лейбле.

## Выпуск, отзывы и последствия
| Оценки критиков      | Оценки критиков |
| Источник             | Оценка          |
| -------------------- | --------------- |
| Allmusic             | [ 17 ]          |
| Boston Herald        | (смешанная)     |
| Entertainment Weekly | (B+)            |
| High Times           | (положительная) |
| PopMatters           | (положительная) |
| Rolling Stone        | [ 18 ]          |

Niandra Lades and Usually Just a T-Shirt первоначально был анонсирован журналом Billboard, где было сказано: «Поклонники „перцев“ могли бы быть укрощены неуловимым экспериментализмом альбома». Представители American Recordings не были уверены, что альбом сможет быть жизнеспособным в любых мейнстримовых музыкальных магазинах, и некоторые ретейлеры пошли на то, чтобы не допустить больших продаж. После того, как альбом был выпущен, Фрушанте сыграл три небольших концерта и участвовал в нескольких интервью для журналов, чтобы продвинуть альбом; объясняя в одном интервью, что люди будут в состоянии понять его работу, если «их головы будут способны отключиться». Однажды, вскоре после релиза, Фрушанте начал искать струнный квартет, чтобы играть с ними на гастролях. От идеи в конечном счете отказались, когда он не мог найти группу, которая «понимает, почему Ринго Старр — такой великий барабанщик, может играть Стравинского, и также курит траву». Концепция тура была в конечном счете оставлена из-за слабого здоровья Фрушанте.
Niandra Lades and Usually Just a T-Shirt не был популярен, но произвел положительное влияние на оценки критиков. Стив Хью из Allmusic, который оценил альбом на четыре из пяти звезд, сказал, что «альбом был интригующим и неожиданным отклонением от работы Фрушанте с „перцами“». Он продолжал говорить что Usually Just a T-Shirt — последняя половина альбома — содержит «приятные психоделические инструментальные песни с большим количеством эффектов гитары на фоне». Нед Рэггетт, также из Allmusic, отметил, что «нет ничего столь же ошеломляющего, как великолепный кавер на „The Big Takeover“ Bad Brains». Адам Уильямс из PopMatters сказал, что альбом «падает где-то между безумием и блеском». Он продолжал сравнивать Фрушанте с Сидом Барреттом и чувствовал, что это был «намек на очень мозговитого художника, в поисках вдохновения и оригинальности». Тим Кеннеалли из High Times описал запись как «открытие, одновременно волнующе-близкое и тайно-скрытое. Исходящее прямо из потока сознания гитариста, эти миры далеки от искреннего; это дух фанка сражающийся с бывшей группой (перцы) и неземные потусторонние качества».
Альбом так же получил долю отрицательной критики. Кристиан Хоард из Rolling Stone чувствовал, что «эксцентричность Фрущанте иссякла», и что «альбом звучит как демозапись на четырёхдорожечный магнитофон. Первая часть альбома менее мелодичная, чем экспериментальная вторая часть. Главным образом, вы получаете скрип от акустической гитары отшельника Фрущанте». Первый обзор Rolling Stone, однако, был положителен: «В целом, альбом лажа, но определенно захватывающий, и часто прекрасный. Как можно было бы и ожидать от названия Niandra Lades and Usually Just a T-shirt — это искаженный, интересный материал». The Boston Herald сказал, что в то время, как альбом — «показ абсолютной виртуозности акустической гитары Фрушанте» и «устрашающе красивый», вокал «ужасен; его высокие ноты будут вгонять соседских собак в безумство».
Наркотическая зависимость Фрушанте усугублялась всё сильнее из года в год. Статья, опубликованная New Times LA, описала его как «скелет, покрытый кожей». Он участвовал в интервью с голландской общественной радиостанцией VPRO — первое появление в СМИ, которое он сделал после ухода из группы. В интервью Фрушанте говорит о положительном влиянии (эффекте) наркотиков на его сознание, и гордо признается, что был «наркоманом». Он продолжил признаваться в склонности к героину и крэку, но в конце концов, сказал, что он никогда лучше себя не чувствовал в жизни. В 1997 году Фрушанте выпустил свой второй сольный альбом Smile from the Streets You Hold, прежде всего от доходов от торговли наркотиками. Niandra Lades and Usually Just a T-Shirt как оценивалось, продался тиражом в 45 000 экземпляров, когда Фрушанте снял его с производства. В 1998 году Фрушанте реабилитировался и воссоединился с Chili Peppers; Smile From the Streets You Hold была снята с продажи год спустя. В 1999 году Niandra Lades and Usually Just a T-Shirt была повторно выпущена на American Recordings.

## Список композиций

### Издание на CD
Слова и музыка всех песен — Джон Фрушанте, кроме Big Takeover, написанной Bad Brains.
| №                   | Название                                   | Перевод                                | Длительность |
| ------------------- | ------------------------------------------ | -------------------------------------- | ------------ |
| 1.                  | «As Can Be»                                | Как Может Быть                         | 2:57         |
| 2.                  | «My Smile is a Rifle»                      | Моя Улыбка — Это Винтовка              | 3:48         |
| 3.                  | «Head (Beach Arab)»                        | Голова (Пляжный Араб)                  | 2:05         |
| 4.                  | «Big Takeover»                             | Крупное Поглощение                     | 3:18         |
| 5.                  | «Curtains»                                 | Шторы                                  | 2:30         |
| 6.                  | «Running Away Into You»                    | Убегаю в Тебя                          | 2:12         |
| 7.                  | «Mascara»                                  | Тушь для Ресниц                        | 3:40         |
| 8.                  | «Been Insane»                              | Был Сумасшедшим                        | 1:41         |
| 9.                  | «Skin Blues» (Инструментал)                | Синева Кожи/Кожный Блюз                | 1:46         |
| 10.                 | «Your Pussy's Glued to a Building on Fire» | Твоя Киска Приклеена к Горящему Зданию | 3:17         |
| 11.                 | «Blood on My Neck from Success»            | Кровь на Моей Шее от Успеха            | 3:09         |
| 12.                 | «Ten to Butter Blood Voodoo»               | Десять к Маслу Кровавого Вуду          | 1:59         |
| Общая длительность: | Общая длительность:                        | Общая длительность:                    | 32:22        |

| №                   | Название                      | Длительность |
| ------------------- | ----------------------------- | ------------ |
| 1.                  | «Untitled #1» (Инструментал)  | 0:34         |
| 2.                  | «Untitled #2» (Инструментал)  | 4:21         |
| 3.                  | «Untitled #3»                 | 1:50         |
| 4.                  | «Untitled #4» (Инструментал)  | 1:38         |
| 5.                  | «Untitled #5» (Инструментал)  | 1:30         |
| 6.                  | «Untitled #6» (Инструментал)  | 1:29         |
| 7.                  | «Untitled #7» (Инструментал)  | 1:42         |
| 8.                  | «Untitled #8» (Инструментал)  | 7:55         |
| 9.                  | «Untitled #9»                 | 7:04         |
| 10.                 | «Untitled #10» (Инструментал) | 0:25         |
| 11.                 | «Untitled #11»                | 1:51         |
| 12.                 | «Untitled #12»                | 5:27         |
| 13.                 | «Untitled #13» (Инструментал) | 1:52         |
| Общая длительность: | Общая длительность:           | 37:38        |

### Издание на Кассете
В издании на кассете были 2 песни, не попавшие в издание на CD.
| №                   | Название                                   | Перевод                                | Длительность |
| ------------------- | ------------------------------------------ | -------------------------------------- | ------------ |
| 1.                  | «As Can Be»                                | Как Может Быть                         | 2:57         |
| 2.                  | «My Smile is a Rifle»                      | Моя Улыбка — Это Винтовка              | 3:48         |
| 3.                  | «Head (Beach Arab)»                        | Голова (Пляжный Араб)                  | 2:05         |
| 4.                  | «Big Takeover»                             | Крупное Поглощение                     | 3:18         |
| 5.                  | «Curtains»                                 | Шторы                                  | 2:30         |
| 6.                  | «Running Away Into You»                    | Убегаю в Тебя                          | 2:12         |
| 7.                  | «Ants» (Инструментал)                      | Муравьи                                | 2:23         |
| 8.                  | «Mascara»                                  | Тушь для Ресниц                        | 3:40         |
| 9.                  | «Been Insane»                              | Был Сумасшедшим                        | 1:41         |
| 10.                 | «Skin Blues» (Инструментал)                | Синева Кожи/Кожный Блюз                | 1:46         |
| 11.                 | «Your Pussy's Glued to a Building on Fire» | Твоя Киска Приклеена к Горящему Зданию | 3:17         |
| 12.                 | «Blood on My Neck from Success»            | Кровь на Моей Шее от Успеха            | 3:09         |
| 13.                 | «Ten to Butter Blood Voodoo»               | Десять к Маслу Кровавого Вуду          | 1:59         |
| Общая длительность: | Общая длительность:                        | Общая длительность:                    | 34:45        |

| №                   | Название                      | Длительность |
| ------------------- | ----------------------------- | ------------ |
| 1.                  | «Untitled #0»                 | 3:41         |
| 2.                  | «Untitled #1» (Инструментал)  | 0:34         |
| 3.                  | «Untitled #2» (Инструментал)  | 4:21         |
| 4.                  | «Untitled #3»                 | 1:50         |
| 5.                  | «Untitled #4» (Инструментал)  | 1:38         |
| 6.                  | «Untitled #5» (Инструментал)  | 1:30         |
| 7.                  | «Untitled #6» (Инструментал)  | 1:29         |
| 8.                  | «Untitled #7» (Инструментал)  | 1:42         |
| 9.                  | «Untitled #8» (Инструментал)  | 7:55         |
| 10.                 | «Untitled #9»                 | 7:04         |
| 11.                 | «Untitled #10» (Инструментал) | 0:25         |
| 12.                 | «Untitled #11»                | 1:51         |
| 13.                 | «Untitled #12»                | 5:27         |
| 14.                 | «Untitled #13» (Инструментал) | 1:52         |
| Общая длительность: | Общая длительность:           | 41:19        |

Также существует промо-кассета с двумя песнями, Bought Her Soul (с англ. — «Купил Её Душу») на 2-м месте (3:23) и Soul Removal (с англ. — «Удаление Души») на 3-м месте (3:52), записанными вместе с Ривером Фениксом. Джон по просьбе его семьи не стал выпускать эти песни, в связи со смертью Ривера. Они были выпущены только на Smile from the Streets You Hold в 1997 году после его смерти под названиями Well I’ve Been и Height Down соответственно.

## Участники записи
- Джон Фрушанте — вокал, гитара, бас-гитара, фортепиано, банджо, кларнет, продюсер
- Тони Освальд — вокал («Untitled #9»)
- Мартин Аткинс — арт-директор, дизайн
- Дирк Вальтер — дизайн